# Ella Ann Toone
Ella Ann Toone (Tyldesley, 2 de setembre de 1999) és una futbolista anglesa que juga com a davantera al Manchester United de la Super League femenina i Anglaterra.
Anteriorment ha jugat al Manchester City i al Blackburn Rovers, i ha representat Anglaterra a nivells sub-17, sub-19, sub-21 i sènior.

## Biografia
Ella Toone es va unir al Manchester City l'estiu del 2016 procedent del Blackburn Rovers després d'haver estat sis anys al planter del Manchester United FC, disciplina que va deixar perquè no hi havia equip sènior femení. Va continuar jugant amb Blackburn a la Lliga Nacional en condicions de doble registre. El juliol de 2016, va fer el seu debut al Manchester City a un partit de la Copa Continental on va eixir com a substituta en una victòria per 8-0 contra l'Aston Villa.
Al maig de 2018, va ser nominada juntament amb quatre altres jugadores per al premi a la Jugadora Jove de l'Any de la FA, un premi que finalment va guanyar Beth Mead.

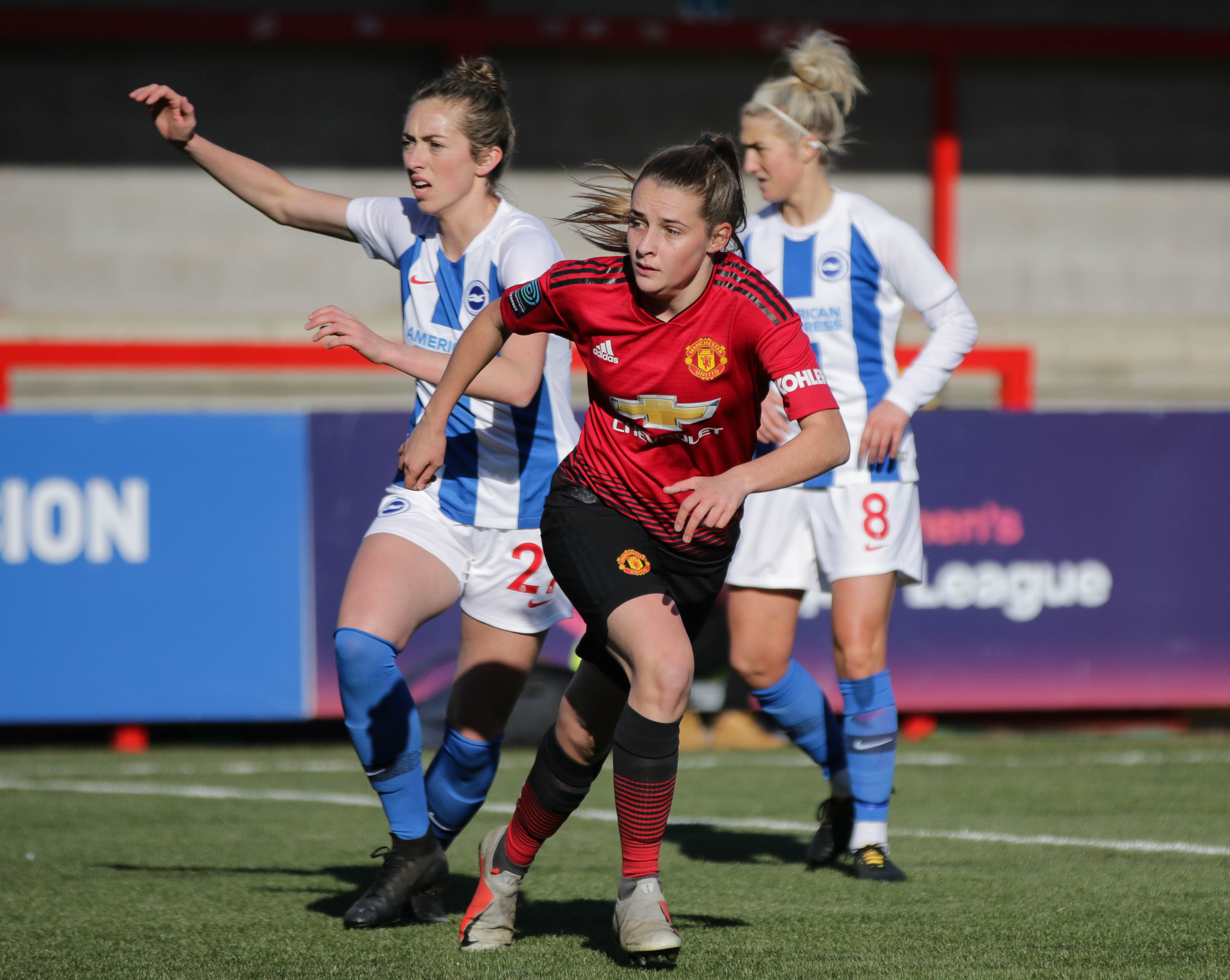
Toone (centre) jugant al Manchester United contra Brighton & Hove Albion el 2019.

El juliol de 2018, Toone fitxa pel Manchester United, en la que seria la primera temporada de l'equip al Campionat Femení de la FA per a la temporada 2018-19, sent una de les set jugadores que van tornar a l'equip sènior després d'haver jugat al club a nivell juvenil. Va fer el seu debut competitiu amb el Manchester United, substituint Mollie Green al mig temps, en la victòria per 1-0 de la Copa de la Lliga contra el Liverpool el 19 d'agost. El 9 de setembre, va marcar el seu primer gol sènior, en el seu debut a la lliga, en el primer partit del United de la temporada 2018-19, una victòria per 12-0 a l'Aston Villa. Va ser escollida la millor jugadora del campionat femení de la FA el febrer del 2019, després d'haver marcat cinc gols en els dos partits de lliga del United, amb quatre d'ells contra el Leicester City el 13 de febrer.

### Carrera internacional
Toone va representar Anglaterra a la Copa del Món Femenina Sub-17 de la FIFA 2016 disputada a Jordània.
El 17 d'octubre de 2017, Toone va fer el seu debut sub-19 en un partit de classificació per al Campionat Femení Sub-19 de la UEFA contra Kazakhstan, marcant dos gols en una victòria per 9-0. Va anotar-ne 5 durant la classificació, en la que Anglaterra va acabar segona de grup darrere d'Alemanya.
El juny de 2018, Toone va formar part de la llista de 35 jugadores preseleccionades per formar part de la selecció anglesa sub-20 per a la Copa del Món Femenina Sub-20 de la FIFA, però va ser descartada per lesió.
El setembre de 2020, Toone va rebre la seua primera convocatòria absoluta com a part d'un camp d'entrenament de 30 jugadors al St George's Park. Va fer el seu debut internacional el 23 de febrer de 2021 com a substituta al mig temps i va marcar un penal en la victòria amistós per 6-0 contra Irlanda del Nord. El juny de 2022, Toone va ser convocada a l'equip per a l'Eurocopa Femenina de la UEFA 2022.